# هالاپا (ایندیانا)
هالاپا (به انگلیسی: Jalapa) یک منطقهٔ مسکونی در ایالات متحده آمریکا است که در شهرستان گرنت، ایندیانا واقع شده‌است. هالاپا ۸٫۲ کیلومتر مربع مساحت و ۱۷۱ نفر جمعیت دارد و ۲۴۸٫۱۱ متر بالاتر از سطح دریا واقع شده‌است.